# Romain Gary
Romain Gary sau Émile Ajar au fost principalele pseudonime ale  scriitorului, regizorului, cineastului, aviatorului în cel de-al Doilea Război Mondial și diplomatului francez Roman Kacew (ebraică קצב, „măcelar”, rusă Кацев) [n. 8 mai 1914, Vilnius - Lituania (atunci aparținea de Imperiul Rus), d. 2 decembrie 1980 la Paris]. Este singurul scriitor laureat de două ori cu prestigiosul Premiul Goncourt pentru literatură, în 1956 și în 1975. 

## Biografie
Roman Kacew, devenit celebru sub pseudonimul Romain Gary s-a născut in 1914 la Vilnius, în Lituania, ca fiu al unei dansatoare de circ evreică de origine rusă. La Vilnius și-a petrecut anii copilăriei apoi, s-a stabilit la Paris, unde a studiat dreptul. 
A început să publice - sub numele de Romain Kacew - debutând cu  "L'Orage" („Furtuna”) la 15 februarie 1935, urmat de "Une petite femme" („O mică femeie”), la 24 mai 1935, ambele publicate în „Gringoire”, apoi "Le Vin des morts" („Vinul morților”) în 1937.
În cel de-Al Doilea Razboi Mondial s-a refugiat în Regatul Unit ca voluntar în Armata Franței Libere, sub comanda lui De Gaulle și a învățat să piloteze avioane în cadrul Forței Aeriene Franceze. A luptat în Europa și Africa de Nord.
După război, în 1945 i-a apărut primul său roman de succes, scris în timpul războiului (1943), "Éducation européenne", (tradus în românește imediat după apariție, în 1945, sub titlul „Groapa bunei speranțe”, retipărit la editura Univers în 1974, apoi în 2010). 
Prin intervenția lui De Gaulle a fost admis în diplomație. 
Gary le-a jucat o festă criticilor de literatură parizieni fiind singurul scriitor nominalizat la Premiul Goncourt de două ori: după ce, in 1956 a primit premiul pentru romanul "Les racines du ciel" („Rădăcinile cerului”), Academia Goncourt i-a oferit din nou premiul, in 1975, pentru „Ai toata viata inainte”, publicat sub pseudonimul Émile Ajar. La decernarea premiilor, Gary a privit din sală cum vărul său, Paul Pavlowitch, care s-a prezentat drept Ajar, a primit premiul. 
S-a sinucis la Paris în 1980 posibil, pentru că nu a suportat pierderea celei de-a doua soții, actrița Jean Seberg sau, că s-a simțit eclipsat de avatarul său, Ajar, care a ajuns mai celebru decât el. Semnul identității dintre Gary și Ajar a fost pus abia în 1981.

## Afacerea Ajar
Abia după dispariția lui Romain Gary s-a aflat că el a publicat patru romane sub pseudonimul Émile Ajar. 
Astfel, Romain Gary este singurul scriitor care, printr-o înșelăciune bazată pe o ambiguitate lingvistică (Gary și Ajar însemnând foc și jăratic în limba rusă, cu sensul că frazele unuia sunt în celălalt), a fost recompensat de două ori cu premiul Goncourt: prima dată, în 1956, sub pseudonimul curent pentru romanul "Les Racines du ciel" („Rădăcinile cerului”) și a doua oară în 1975, sub pseudonimul Émile Ajar, pentru "La Vie devant soi" („Ai toată viața înainte”).
Mistificarea Ajar/Gary nu a trecut neobservată de toți. În romanul său autobiografic "Le Père adopté" („Tatăl adoptat”), Didier Van Cauwelaert relatează că o studentă de la Facultatea de Litere de la Nisa, pe care el o numește Hélène, ar fi pregătit, cu doi ani înainte ca înșelăciunea să fie revelată publicului, un studiu în care susținea, în cotradicție cu profesorii săi, că Gary și Ajar erau una și aceeași persoană.
Trebuie menționat că Ajar și Gary nu au fost singurele sale pseudonime, el fiind, de asemenea, autorul thriller-ului politic "Les Têtes de Stéphanie" sub numele Bogata Shatan, și al alegoriei satirice "L'Homme à la colombe" semnată Fosco Sinibaldi (literele s, i și n mascând literele g, a si r din Garibaldi).

## Renumele și posteritatea

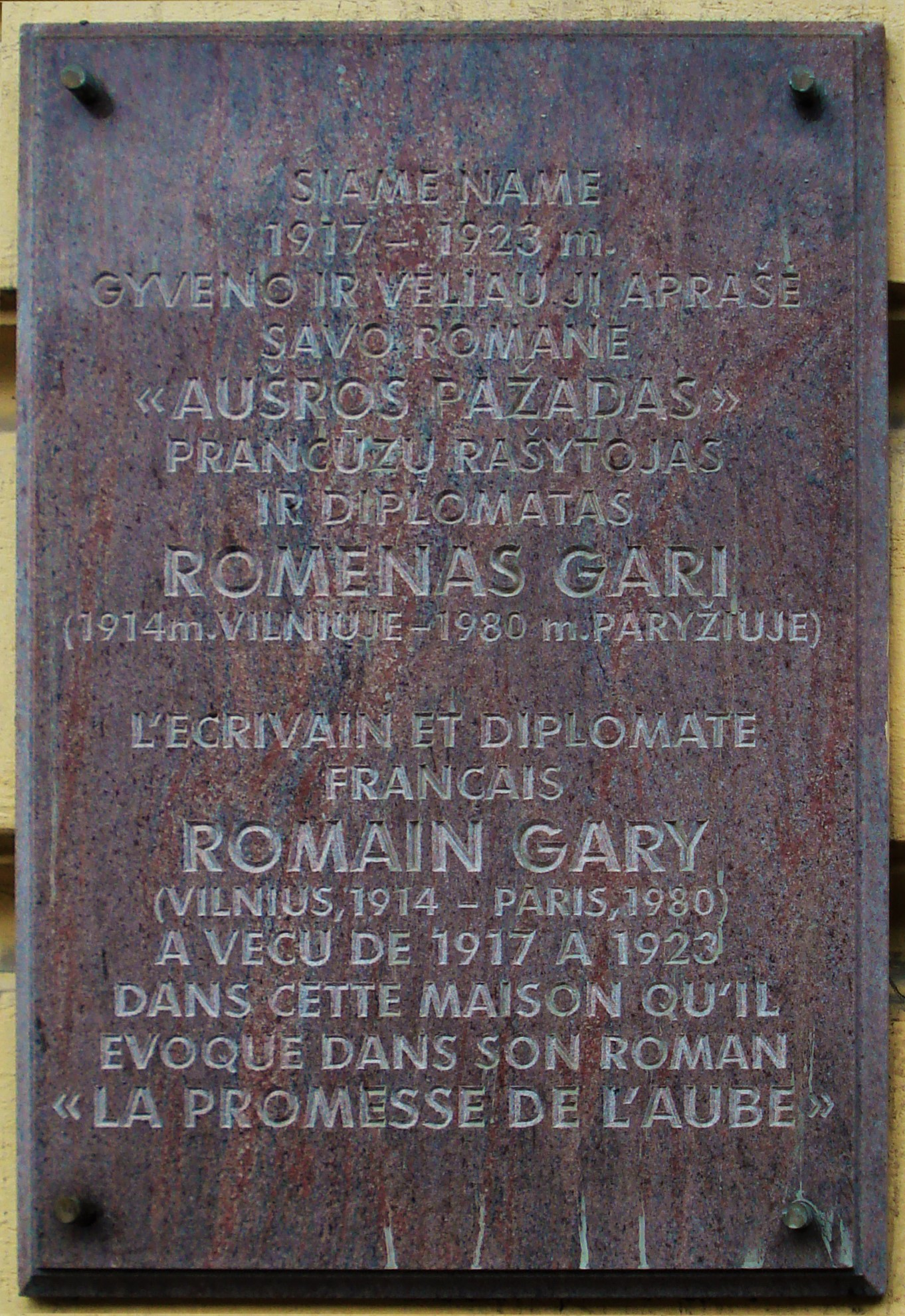
Placa memorială pe casa în care s-a născut Romain Gary la Vilnius (Jono Basanaviciaus g. 18)

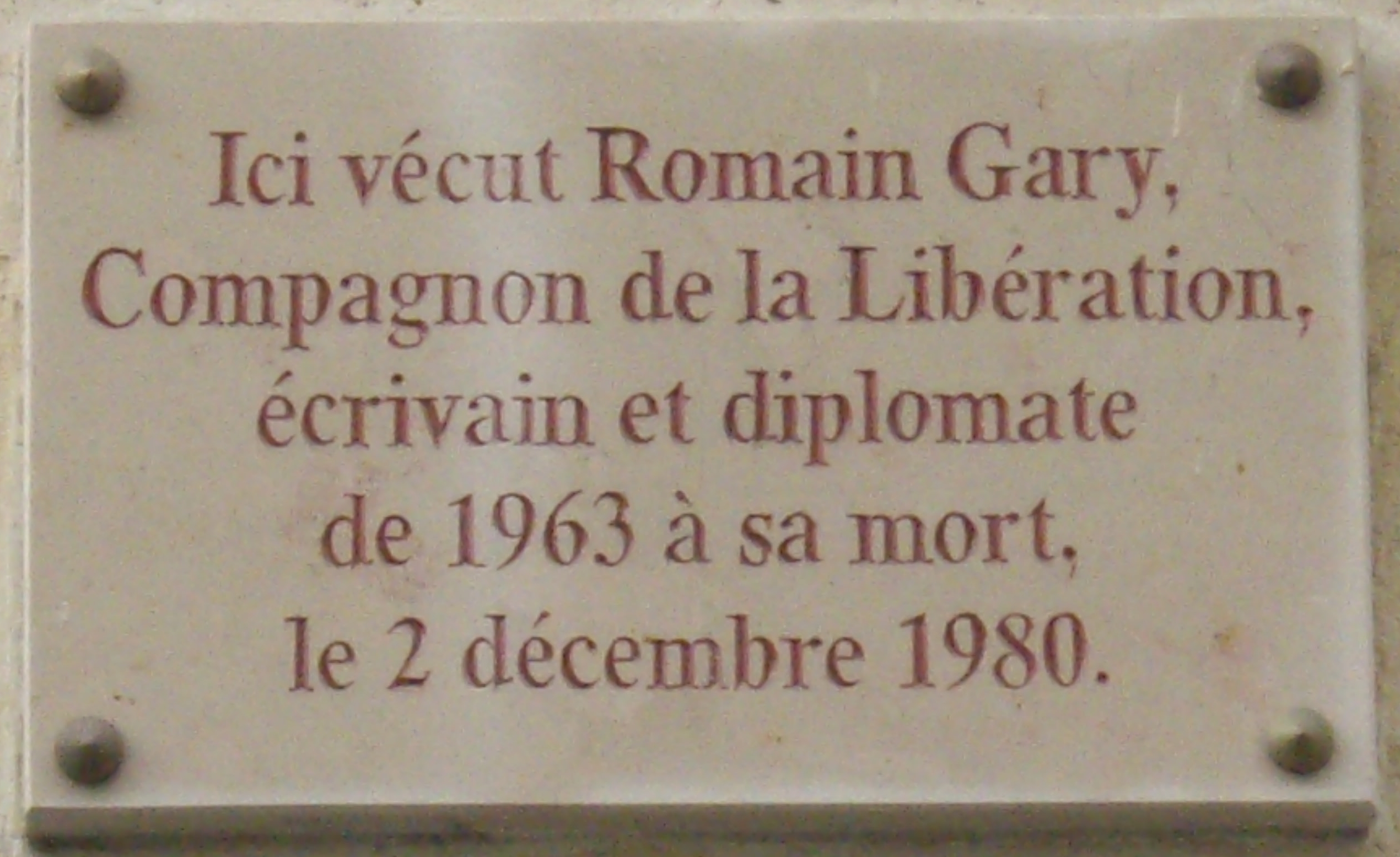
Placa memorială pe casa în care a locuit Romain Gary (n° 108 de la rue du Bac, Paris 7^{e}) între 1965 și 2 decembrie 1980, data decesului.

Disprețuit de critici în timpul vieții, autorul fiind considerat „reacționar” deoarece era un diplomat gaullist, Romain Gary și-a luat revanșa prin episodul Ajar, batându-și joc de Parisul literar deoarece premiul Goncourt nu se decernează, în realitate, decât o singură dată.
Mai multe din cărțile sale au fost adaptate pentru cinematograf, dintre care "Clair de femme" (1979) de Costa-Gavras, cu Yves Montand și Romy Schneider în rolurile principale, și "La Vie devant soi" (1977) de către israelianul Moșe Mizrahi, care a câștigat premiul Oscar pentru cel mai bun film străin, și pentru care Simone Signoret în rolul lui Madame Rosa a luat premiul César pentru cea mai bună actriță. În 1958, regizorul american John Huston a realizat filmul după romanul "Les Racines du ciel" cu Trevor Howard, Errol Flynn, Juliette Gréco și Orson Welles, Romain Gary scriind scenariul filmului. El a regizat, de asemenea, două filme pentru care a deținut, în același timp, rolul de realizator și scenarist însă această parte a operei sale nu a avut succes.

## Decorații
- Comandor al Legiunii de onoare;
- Ordinul Eliberării (20 noiembrie 1944);
- Medalia Rezistenței
- (2x) Crucea de Război (în franceză :Croix de Guerre 1939-1945)

## Opera
„Un roman care te cucereste de la primele rinduri, de un umor nebun si scris cu o verva care te obliga sa nu-l lasi din mina. Povestea unui pui de arab abandonat de parinti si crescut de o evreica batrina care isi recapata energia cind se uita la portretul lui Hitler. Copilul se invirte printre prostituate, proxeneti, comercianti de doi bani si drogati, de la care invata toate lectiile cinismului, dar – printre picaturi – si lectia iubirii totale, mai puternica decit moartea mamei sale de imprumut. “Ai toata viata inainte” este o poveste despre tandretea suferintei, spusa din perspcetiva unui copil inteligent si precoce, prea devreme familiarizat cu adevarurile oamenilor mari. Kaspar Hauser, în recenzia la „Ai toată viața înainte””

### Scrieri
Sub numele de Romain Kacew
- 1935 : L'Orage (publicat pe 15 februarie 1935 în Gringoire)
- 1935 : Une petite femme (publicat pe 24 mai 1935 în Gringoire)
- 1937 : Le Vin des morts

Sub pseudonimul de Romain Gary
- 1945 : Éducation européenne, tradus în românește de Geo Dumitrescu în 1946, sub titlul Groapa bunei speranțe, retipărit la editura Univers în 1974, apoi în 2010.
- 1946 : Tulipe
- 1949 : Marele vestiar (Le Grand Vestiaire)
- 1952 : Les Couleurs du jour
- 1956 : Rădăcinile cerului (Les Racines du ciel, premiul Goncourt)
- 1960 : La Promesse de l'aube[17]
- 1961 : Johnnie Cœur (teatru)
- 1962 : Gloire à nos illustres pionniers (nuvele)
- 1963 : Lady L.
- 1965 : The Ski Bum
- 1965 : Pour Sganarelle (Frère Océan 1) (eseu)
- 1966 : Les Mangeurs d'étoiles (La Comédie américaine 1)
- 1967 : La Danse de Gengis Cohn (Frère Océan 2)
- 1968 : La Tête coupable (Frère Océan 3)
- 1969 : Adieu Gary Cooper (La Comédie américaine 2)
- 1970 : Chien blanc
- 1971 : Les Trésors de la Mer Rouge
- 1972 : Europa
- 1973 : Les Enchanteurs
- 1974 : La nuit sera calme (convorbiri fictive)
- 1975 : Au-delà de cette limite votre ticket n'est plus valable
- 1975 : Les oiseaux vont mourir au Pérou
- 1977 : Clar de femeie (Clair de femme)[18]
- 1977 : Charge d'âme
- 1979 : La Bonne Moitié (teatru)
- 1979 : Les Clowns lyriques
- 1980 : Les Cerfs-volants
- 1981 : Vie et mort d'Émile Ajar (postum)
- 1984 : L'Homme à la colombe (versiune postumă definitivă)

Sub pseudonimul de Fosco Sinibaldi
- 1958 : L'Homme à la colombe

Sub pseudonimul de Shatan Bogat
- 1974 : Les Têtes de Stéphanie

Sub pseudonimul de Émile Ajar
- 1974 : Gros-Câlin
- 1975 : La Vie devant soi (premiul Goncourt)[19]
- 1976 : Pseudo
- 1979 : L'Angoisse du roi Salomon

### Filme

#### Regizor
- 1968 : Les oiseaux vont mourir au Pérou[20]
- 1972 : Police Magnum[21]

### Scenarist
- 1958 The Roots of Heaven
- 1962 Ziua cea mai lungă (The Longest Day)
- 1978 La vie devant soi

#### Adaptări după romanele sale
- 1958 : The Roots of Heaven, regia John Huston[22]
- 1977 : La Vie devant soi, regia Moșe Mizrahi[23]
- 1979 : Clar de femeie (Clair de femme), regia Costa-Gavras[24]

## Traduceri în limba română
- Gary, Romain, Groapa bunei speranțe (Éducation européenne), tradus de Geo Dumitrescu, București, 1946: Editura Forum, 210 pag.;

- Gary, Romain, Groapa bunei speranțe, tradus de Geo Dumitrescu, București, 1974: Editura Univers, Colecția: Meridiane, 250 pag.;

- Gary, Romain, Clar de femeie, tradus de Anca Bogdan, București, 1979: Editura Univers, Colecția: Globus, 144 pag.;

- Gary, Romain, Marele vestiar, București, 2021: Editura Humanitas, 336 pag., ISBN 978-606-779-875-3;

- Gary, Romain, Lady L., București, 2021: Editura Humanitas, 252 pag., ISBN 978-606-779-749-7;

- Gary, Romain, Rădăcinile cerului, București, 2022: Editura Humanitas, 464 pag., ISBN 978-606-097-055-2;

- Gary, Romain (Emile  Ajar), Ai toată viața înainte (La vie devant soi), tradus de Laszlo Alexandru, București, 1993: Editura Univers, 204 pag., ISBN 973-34-0198-6; ediția a doua, București, Editura Univers, 2006; ediția a treia, București, Editura Univers, 2013; ediția a patra, București, Editura Univers, 2020;